# Felicjan Cieszkowski-Dembiński

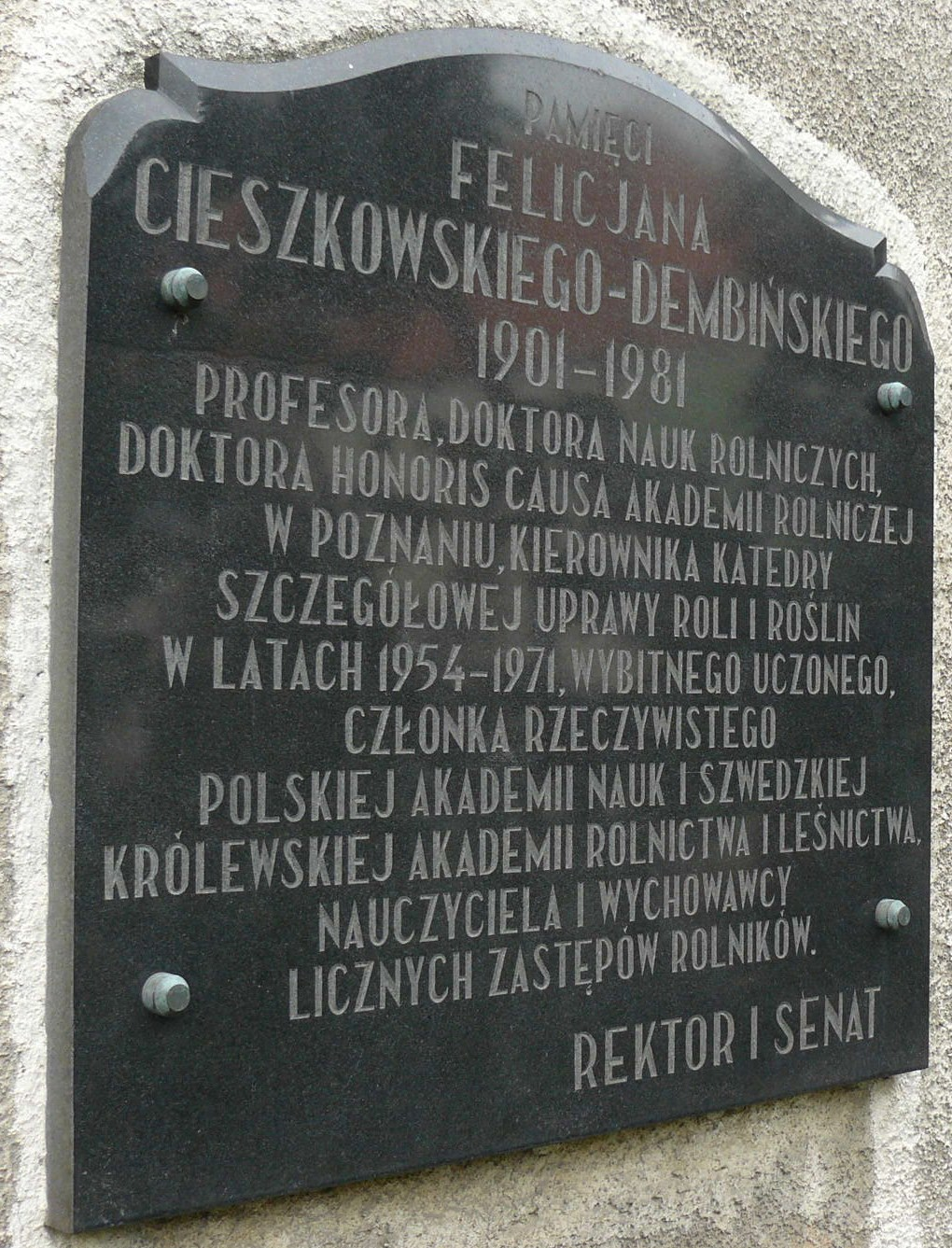
Tablica na Collegium Cieszkowskich Uniwersytetu Przyrodniczego w Poznaniu przy ul. Wojska Polskiego

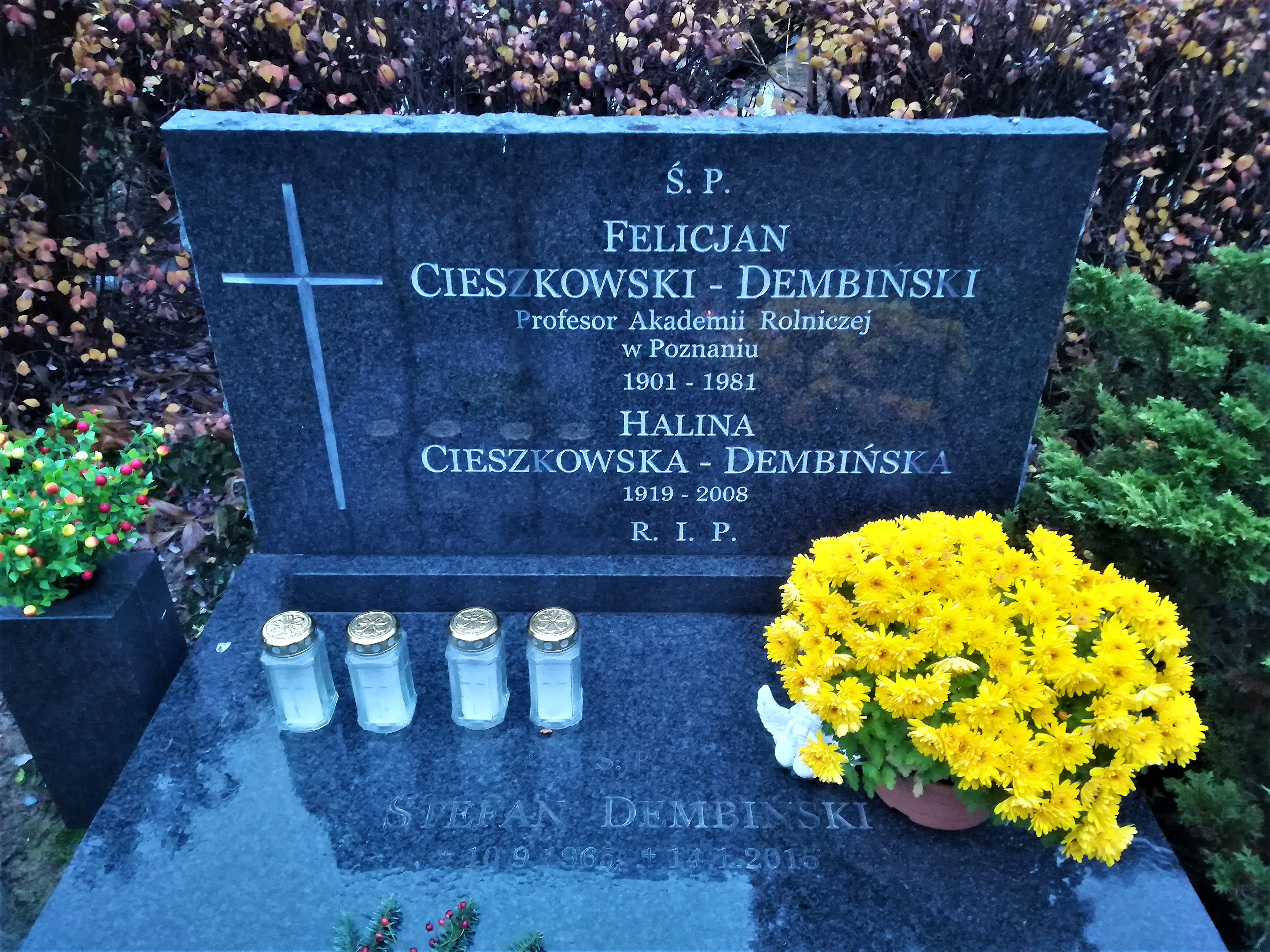
Grób na cmentarzu junikowskim

Felicjan Cieszkowski-Dembiński herbu Rawicz, do 1931 Felicjan Dembiński (ur. 1 lipca 1901 w Poznaniu, zm. 11 lutego 1981 tamże) – polski profesor w dziedzinie rolnictwa, agrotechnik, botanik, hodowca roślin, ekonomista. W 1931 przyjął jako pierwsze nazwisko Cieszkowski, gdyż został adoptowany przez bezdzietnego Augusta Adolfa Cieszkowskiego.

## Życiorys
Urodził się jako Felicjan Dembiński, jeden z czterech synów Tadeusza Dembińskiego (1864-1930) i Felicji z domu Thiel (1876-1933). Jego ojciec był lekarzem laryngologiem. 
Ukończył Gimnazjum Marii Magdaleny w Poznaniu w 1918, a potem studiował na Wydziale Rolniczo-Leśniczym Uniwersytetu Poznańskiego. W 1923 uzyskał tytuł inżyniera rolnictwa, a rok później tytuł doktora nauk rolniczych. 
Początkowo pracował jako asystent na Uniwersytecie Poznańskim. W 1925 zaczął wyjeżdżać w celach naukowych za granicę: do Włoch, Francji, Holandii, Niemiec i Wielkiej Brytanii. Wygłaszał potem referaty w Towarzystwie Popierania Nauki Rolnictwa i Leśnictwa oraz w Towarzystwie Kółek Rolniczych w Poznaniu. Publikował też artykuły naukowe w czasopismach ekonomicznych oraz w Rocznikach Nauk Rolniczych i Leśnych. Dzięki swojemu zaangażowaniu w 1931 uzyskał srebrny medal Uniwersytetu Poznańskiego. 
Oprócz pracy naukowej, od 1924 do 1939 był zarządcą kilku majątków ziemiańskich. W 1928 wydzierżawił majątek Drzewce, a potem Czarkowo i założył własne gospodarstwo nasienne.  
W 1931, po śmierci swojego ojca, został adoptowany przez Augusta Adolfa Cieszkowskiego z Wierzenicy i dołączył jego nazwisko do swojego rodowego. Felicjan Cieszkowski-Dembiński otrzymał od niego majątek w Suchej na Mazowszu. Po śmierci Cieszkowskiego w 1932,  zarządzał także jego majątkiem w Wierzenicy, który stał się wtedy własnością Edwarda Bernarda Raczyńskiego (również adoptowanego przez Cieszkowskiego). 
Po wybuchu II wojny światowej, w latach 1940-1944, mieszkał w Suchej, prowadząc tam gospodarstwo nasienne, rybne i leśne. Tuż po wojnie, w 1945 wydzierżawił Drzewce (z Państwowego Funduszu Ziemi) i utworzył tam Ośrodek Kultury Rolnej. Gdy jesienią 1949 gospodarstwo w Drzewcach zostało przekształcone w PGR, wrócił do Poznania i zatrudnił się jako adiunkt w Katedrze Szczegółowej Uprawy Roli i Roślin Uniwersytetu Poznańskiego. 
Od 1951 pełnił funkcję kierownika Katedry Roślin Przemysłowych Uniwersytetu Poznańskiego, a następnie Wyższej Szkoły Rolniczej w Poznaniu (obecnie Uniwersytet Przyrodniczy) (która powstała w 1952 z połączenia kilku wydziałów Uniwersytetu Poznańskiego). W 1954 otrzymał tytuł profesora nadzwyczajnego i został kierownikiem Zespołowej Katedry Szczegółowej Uprawy Roślin, w 1961 uzyskał tytuł profesora zwyczajnego. Jednocześnie (1951-1973) pracował w Instytucie Uprawy, Nawożenia i Gleboznawstwa w Puławach. Specjalizował się w nasiennictwie rolniczym, hodowli i uprawie roślin oleistych, szczególnie rzepaku, a w 1979 był inicjatorem ustanowienia Pomnika Siewcy w Poznaniu. 
Od 1961 był członkiem korespondentem, a od 1968 członkiem rzeczywistym PAN, zaś od 1965 także Szwedzkiej Królewskiej Akademii Rolnictwa i Leśnictwa. 
Jego żoną była Halina z domu Sojka, primo voto Jaruszewska (1919-2008, ślub ok. 1970). Zmarł bezpotomnie, na zawał serca, w 1981 i został pochowany na Cmentarzu Junikowo w Poznaniu (pole 8-2-9-11).
W 1984 został wybrany patronem Zespołu Szkół nr 3 w Międzychodzie.

## Wybrane publikacje
- F. Dembiński, Uprawa roślin oleistych, Warszawa, PWRiL, 1957 (wyd. II: 1962)
- F, Dembiński, E. Matusiewicz, E. Kopańska, A. Dubas, I. Wiatroszak, Badania nad wpływem wilgotności gleby na rozwój i strukturę plonu niektórych jarych roślin oleistych z rodziny krzyżowych, "Roczniki Wyższej Szkoły Rolniczej w Poznaniu", 1958
- F. Dembiński, O rozwoju i kierunkach produkcji roślinnej w Danii, "Postępy Nauk Rolniczych", 3 (57), 1959
- F, Dembiński, Stan i kierunki rozwoju nauki uprawy roślin w Polsce, "Zeszyty Problemowe Postepów Nauk Rolniczych", 49, s. 141-170, 1964
- F. Dembiński, Rozwój, stan obecny i perspektywy upraw roślin oleistych w Polsce; "Biuletyn Instytutu Ochrony Roślin", 1967
- F. Dembiński, Rośliny oleiste, Warszawa, PWRiL, 1967 (wyd. II: 1971)
- F. Dembiński,A. Horodyski, H Jaruszewska, Mocznik w porównaniu z innymi nawozami azotowymi w uprawie roślin oleistych, "Zeszyty Problemowe Postępów Nauk Rolniczych", 1968
- M. Jabłoński, A. Hordyjski, H. Dembińska, T. Orłowska, Wpływ nawożenia wapnem i magnezem na plon rzepaku ozimego, Zeszyty Problemowe Postępów Nauk Rolniczych, 1970
- F, Dembiński, Wpływ czynników klimatycznych na jakość surowców roślinnych, "Postępy Nauk Rolniczych", 5 (41), 1975
- F. Dembiński, Jak uprawiać rzepak i rzepik, Warszawa, PWRiL, 1976 (wyd. II: 1983)

## Odznaczenia i wyróżnienia
- Srebrny medal Uniwersytetu Poznańskiego (1931)
- Odznaka 1000-lecia Państwa Polskiego[2]
- Tytuł doktora honoris causa Wyższej Szkoły Rolniczej w Poznaniu (1970)
- Nagroda Państwowa I stopnia (1970, zespołowa)
- Order Budowniczych Polski Ludowej (1971)[10]
- Specjalna Nagroda Państwowa za szczególny wkład w rozwój nauki polskiej (1979)[2]